# Vals Col
Vals Col är ett bergspass i Antarktis. Det ligger i Västantarktis. Argentina, Chile och Storbritannien gör anspråk på området. Vals Col ligger 92 meter över havet.
Terrängen runt Vals Col är kuperad åt nordväst, men åt sydost är den platt. Havet är nära Vals Col söderut. Trakten är glest befolkad. Närmaste befolkade plats är Rothera Research Station, 3,2 kilometer sydost om Vals Col. 